# Wagrowie

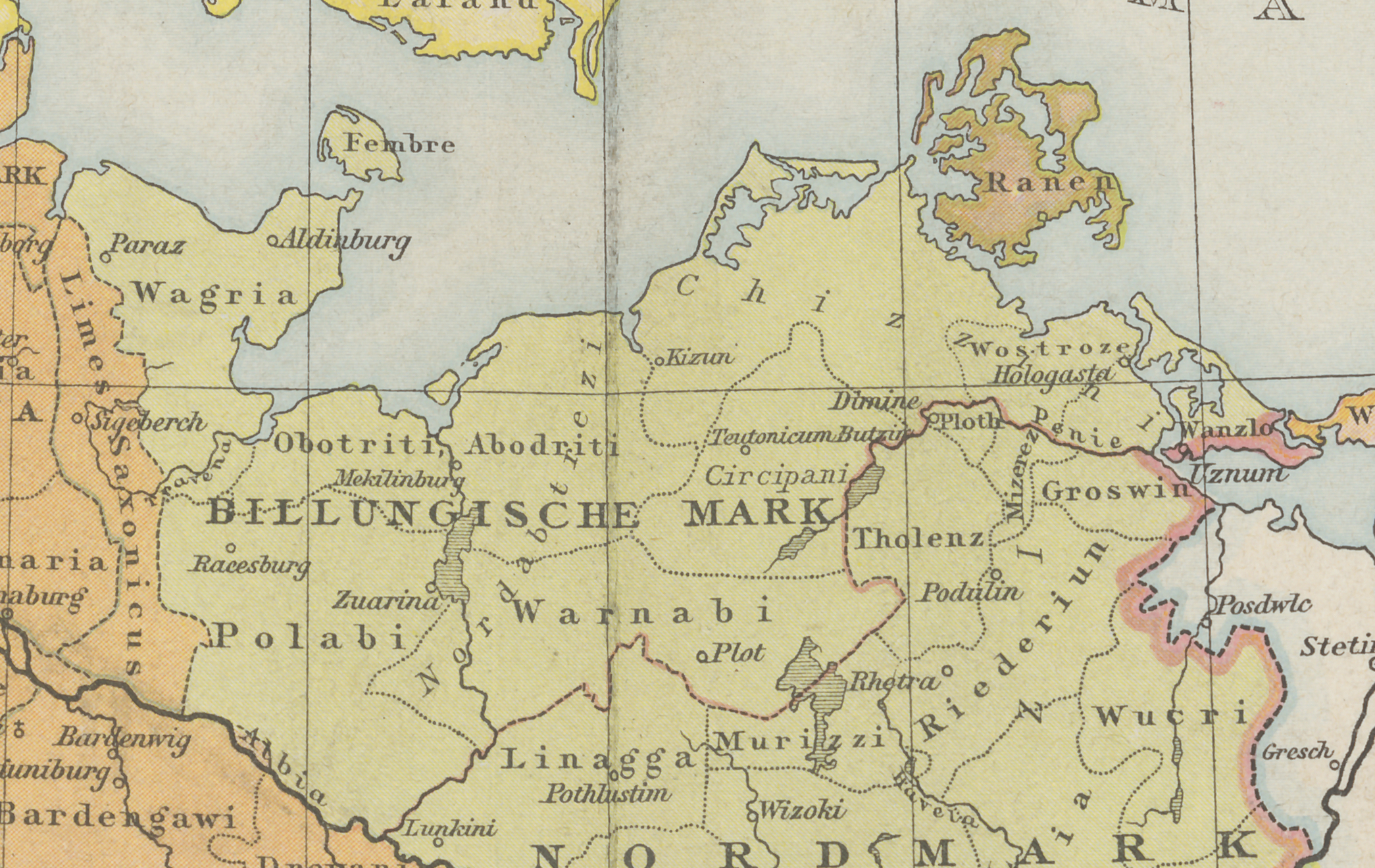
Tereny Wagriów około 1000 roku

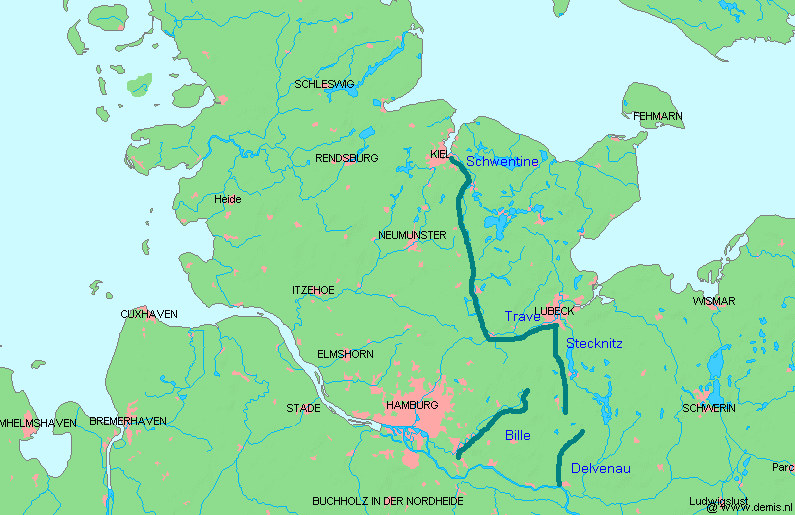
Tereny Wagrów między rzeką Schwentinem (Swentaną) a wyspą Fehmarn. Linie oznaczają zachodnią granicę terytoriów Słowian, tzw. Limes Saxoniae.

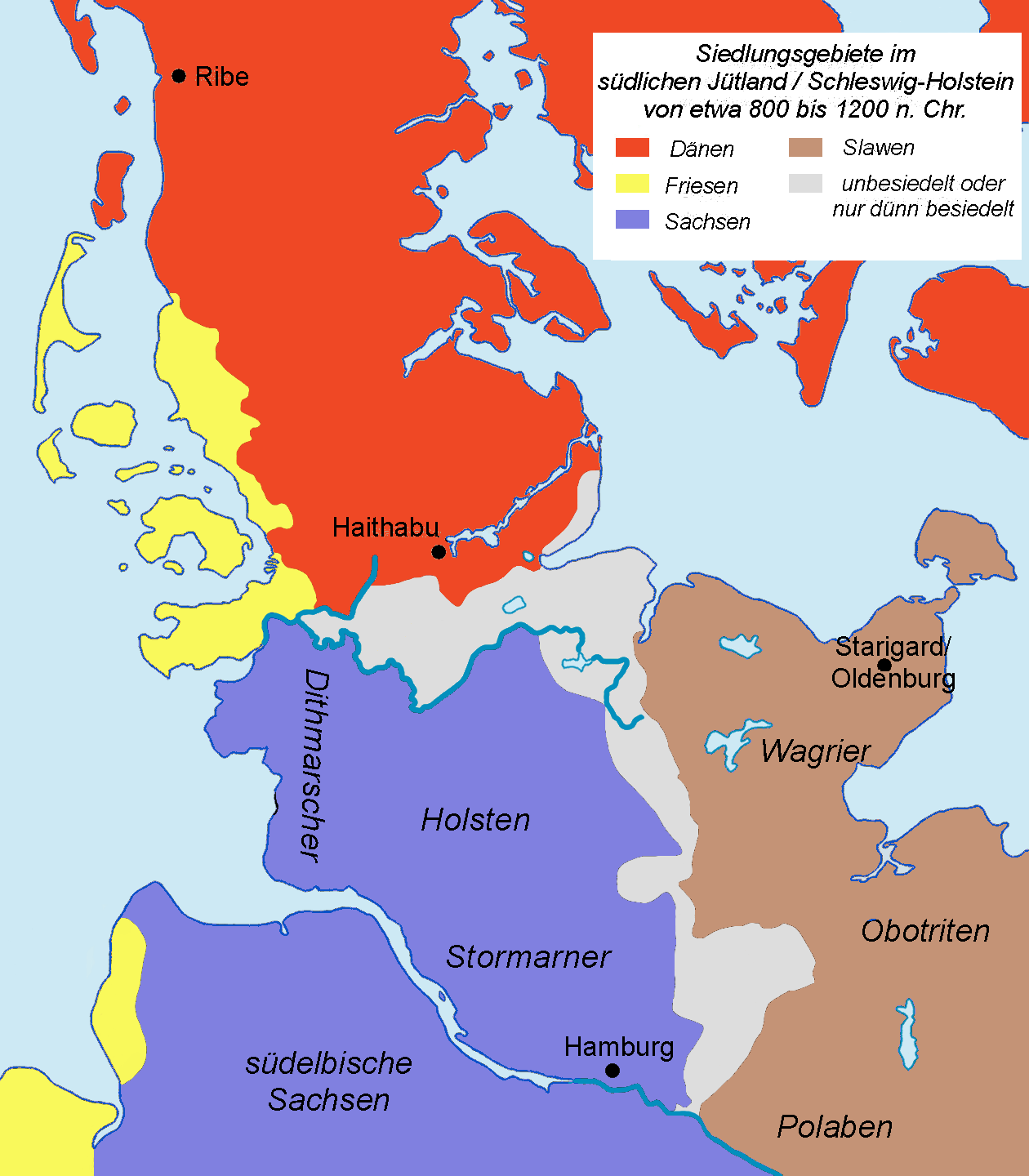
Tereny Wagrów na brązowo

Wagrowie – najdalej na zachód wysunięte nadmorskie plemię połabskie (Wagria nad Bałtykiem), odłam Obodrytów, graniczące od zachodu z plemionami germańskich Nordalbingów. 

## Terytorium i grody
Zamieszkiwali wybrzeża Bałtyku nad dolną Trawną rejon dzisiejszych gmin Ostholsteins i Plön. Od zachodu ich terytorium ograniczał Limes Saxoniae, a od południa rzeka Trawna. Głównym ich ośrodkiem był Starigrad, wymieniony u Adama z Bremy jako Aldinburg datowany na rok 700. Starigrad obecnie nosi nazwę Oldenburg w Niemczech leżące w landzie Szlezwik-Holsztyn. Nazwa tego grodu na język polski tłumaczona jest czasem jako Stargard Wagryjski. Grodem Wagrów były też Płonia koło dzisiejszego miasta powiatowego Plön oraz grody w dzisiejszych miejscowościach Lütjenburg, Eutin, Süsel, Bosau, Scharstorf, Belau, Eutin-Uklei, Hassendorf, Giekau, Stöfs I i II oraz Sechendorf.

## Historia
W czasach panowania wodza Obodrytów Drożka w rejonie Wagrii nad rzeką Swentaną doszło w 798 do bitwy nad rzeką Swentaną, w której Obodryci sprzymierzeni z Karolem Wielkim pokonali szczep Sasów zwany Nordalbingami. W wyniku wojny Karol przyznał Wagrom dalsze terytoria Sasów. 
Wkrótce jednak Obodrzyci zostali pokonani przez Danów pod wodzą Gudfreda. Dopiero traktat w Heiligen podpisany w 811 przez Hemminga odgraniczył posiadłości Duńczyków od państwa Franków obejmując też swoimi postanowieniami sprzymierzonych z nimi Obodrytów. Po umocnieniu pozycji Sasów na granicy wybudowano Limes Saxoniae, który wyznaczał granicę terytoriów Wagrów.
Plemię zostało podbite przez Niemców i stopniowo od XII wieku kolonizowane. Od około 1140 Adolf II Holsztyński zaczął wcielać w życie planowe zasiedlania ziem Wagrów przez osadników niemieckich i holenderskich.